# René-Konen-Tunnel
Der René-Konen-Tunnel (luxemburgisch Tunnel René Konen), im Volksmund Heiliggeisttunnel (luxemburgisch Helleg-Geescht-Tunnel, französisch Tunnel du Saint Esprit), ist ein 638,50 m langer Einbahn-Straßentunnel in der Hauptstadt des Großherzogtums Luxemburg. Der Tunnel wurde 1983 bis 1988 teilweise in offener, größtenteils jedoch in bergmännischen Teilschnitt-Verfahren erbaut und ist benannt nach dem luxemburgischen DP-Politiker und späteren Minister René Konen (1923–1994).

## Verlauf
Der Tunnel – durch den die N57 führt – besteht aus nur einer Röhre mit zwei Fahrspuren in nördlicher Fahrtrichtung, der direkt am Südportal auf dem Plateau des St. Esprit die Cité judiciaire, die Altstadt mit dem großherzoglichen Palast mit der Abgeordnetenkammer sowie die Fußgängerzone in der Oberstadt unterquert, um am Nordportal Anschluss an den Boulevard Royal/Côte d'Eich zu ermöglichen.
Ungefähr in der Mitte des Tunnels ist eine Abzweigung in Höhe der Rue Sosthène Weis (Stadtteil Pfaffenthal) vorgesehen, die jedoch nie realisiert wurde. Lediglich das Portal dafür ist bereits voangelegt.
Im Tunnel existiert aufgrund der Einbahn-Regelung kein Pannenstreifen.

## Ausstattung
Wie in allen Luxemburger Straßentunneln sind Wechselverkehrszeichen zur Regelung der Geschwindigkeit/Durchfahrt installiert.
Eine Überwachung mittels Kameras existiert, kann jedoch – anders als bei den Luxemburger Autobahnen – nicht öffentlich eingesehen werden.

## Inbetriebnahme
Die feierliche Eröffnung in Inbetriebnahme des Tunnels erfolgte nach 5 Jahren Bauzeit am 5. November 1988 durch Großherzog Jean (* 1921; † 2019).